# Чемпионат Баии по футболу
Чемпионат Баии по футболу (порт. Campeonato Baiano de Futebol) — чемпионат штата Баия по футболу, в котором принимают участие все сильнейшие клубы штата.
Проводится под эгидой Федерации футбола Баии (порт.-браз. Federação Bahiana de Futebol), основанной в 1913 году. Согласно рейтингу КБФ, на 2025 год чемпионат Баии занимает 9-е место по силе в Бразилии.

## История
Чемпионат штата Баия был учреждён 15 ноября 1904 года. Это один из старейших чемпионатов штата во всей Бразилии (старше только чемпионат Сан-Паулу по футболу). Основателями чемпионата стали клуб «Сан-Паулу», клуб «Интернасьонал де Крикет», спортивный клуб «Виктория» (ныне — «Витория») и спортивный клуб «Баияно».
За более чем 100-летнюю историю первенств в штате выделились два явных клуба-лидера — «Баия» и «Витория». При этом «Баия» была сооснователем «Клуба Тринадцати» — организации самых популярных команд Бразилии, выиграла первый общебразильский турнир — Кубок Бразилии 1959 года, а также становилась чемпионом Бразилии.
В 2010 году чемпионат штата проходит по многоступенчатой системе. На первой стадии 12 клубов разбиты на две группы, в которых проводятся двухкруговые турниры. По четыре лучших клуба из каждой группы выходят во вторую стадию. Худшие четыре команды играют в «турнире смерти» за два места в высшем дивизионе на следующий год. Восемь же лучших опять разбиваются на две группы (которые теперь называются группа 3 и группа 4), по четыре команды. Вновь играется двухкруговой турнир и по два лучших выходят в полуфинал чемпионата. Первые команды групп играют со вторыми. Победители полуфиналов разыграют титул чемпиона штата. На обеих стадиях плей-офф команды проводят по два матча — дома и в гостях.

## Чемпионы
- 1905 Интернасьонал де Крикет[1]
- 1906 Клуб Сан-Салвадор
- 1907 Клуб Сан-Салвадор[2]
- 1908 Витория Салвадор
- 1909 Витория Салвадор
- 1910 Сантос-Дюмон[3]
- 1911 Спорт Клуб Баия[4]
- 1912 Атлетико ФК[5]
- 1913 Флуминенсе (Салвадор)
- 1914 Интернасьонал (Салвадор)[6]
- 1915 Флуминенсе (Салвадор)[7]
- 1916 Спорт Клуб Республика[8]
- 1917 Ипиранга
- 1918 Ипиранга
- 1919 Ботафого (Салвадор)
- 1920 Ипиранга
- 1921 Ипиранга
- 1922 Ботафого (Салвадор)
- 1923 Ботафого (Салвадор)
- 1924 Атлетическая Ассоциация Баии[9]
- 1925 Ипиранга
- 1926 Ботафого (Салвадор)
- 1927 Баияно де Тенис
- 1928 Ипиранга
- 1929 Ипиранга
- 1930 Ботафого (Салвадор)
- 1931 Баия Салвадор
- 1932 Ипиранга
- 1933 Баия Салвадор
- 1934 Баия Салвадор
- 1935 Ботафого (Салвадор)
- 1936 Баия Салвадор
- 1937 Галисия (Салвадор)
- 1938 (1) Ботафого (Салвадор)[10]
- 1938 (2) Баия Салвадор
- 1939 Ипиранга
- 1940 Баия Салвадор
- 1941 Галисия (Салвадор)
- 1942 Галисия (Салвадор)
- 1943 Галисия (Салвадор)
- 1944 Баия Салвадор
- 1945 Баия Салвадор
- 1946 Гуарани (Салвадор)[11]
- 1947 Баия Салвадор
- 1948 Баия Салвадор
- 1949 Баия Салвадор
- 1950 Баия Салвадор
- 1951 Ипиранга[12]
- 1952 Баия Салвадор
- 1953 Витория Салвадор
- 1954 Баия Салвадор
- 1955 Витория Салвадор
- 1956 Баия Салвадор
- 1957 Витория Салвадор
- 1958 Баия Салвадор
- 1959 Баия Салвадор
- 1960 Баия Салвадор
- 1961 Баия Салвадор
- 1962 Баия Салвадор
- 1963 Флуминенсе ди Фейра
- 1964 Витория Салвадор
- 1965 Витория Салвадор
- 1966 Леонико
- 1967 Баия Салвадор
- 1968 Галисия (Салвадор)
- 1969 Флуминенсе ди Фейра
- 1970 Баия Салвадор
- 1971 Баия Салвадор
- 1972 Витория Салвадор
- 1973 Баия Салвадор
- 1974 Баия Салвадор
- 1975 Баия Салвадор
- 1976 Баия Салвадор
- 1977 Баия Салвадор
- 1978 Баия Салвадор
- 1979 Баия Салвадор
- 1980 Витория Салвадор
- 1981 Баия Салвадор
- 1982 Баия Салвадор
- 1983 Баия Салвадор
- 1984 Баия Салвадор
- 1985 Витория Салвадор
- 1986 Баия Салвадор
- 1987 Баия Салвадор
- 1988 Баия Салвадор
- 1989 Витория Салвадор
- 1990 Витория Салвадор
- 1991 Баия Салвадор
- 1992 Витория Салвадор
- 1993 Баия Салвадор
- 1994 Баия Салвадор
- 1995 Витория Салвадор
- 1996 Витория Салвадор
- 1997 Витория Салвадор
- 1998 Баия Салвадор
- 1999 Баия Салвадор и 
Витория Салвадор[13]
- 2000 Витория Салвадор
- 2001 Баия Салвадор
- 2002 (Чемпионат Федерации) Палмейрас Нордэсте[14]
- 2002 (Суперчемпионат) Витория Салвадор[15]
- 2003 Витория Салвадор
- 2004 Витория Салвадор
- 2005 Витория Салвадор
- 2006 Коло-Коло (Ильеус)
- 2007 Витория Салвадор
- 2008 Витория Салвадор
- 2009 Витория Салвадор
- 2010 Витория Салвадор
- 2011 Баия ди Фейра
- 2012 Баия Салвадор
- 2013 Витория Салвадор
- 2014 Баия Салвадор
- 2015 Баия Салвадор
- 2016 Витория Салвадор
- 2017 Витория Салвадор
- 2018 Баия Салвадор
- 2019 Баия Салвадор
- 2020 Баия Салвадор
- 2021 Атлетико Алагоиньяс
- 2022 Атлетико Алагоиньяс
- 2023 Баия Салвадор
- 2024 Витория Салвадор
- 2025 Баия Салвадор

## Достижения клубов
1. Баия (Салвадор) — 51 (23)
2. Витория (Салвадор) — 30 (29)
3. Ипиранга (Салвадор) — 10 (11)
4. Ботафого (Салвадор) — 7 (8)
5. Галисия (Салвадор) — 5 (12)
6. Флуминенсе ди Фейра (Фейра-ди-Сантана) — 2 (6)
7. Флуминенсе (Салвадор) — 2 (6)
8. Атлетико Алагоиньяс (Алагоиньяс) — 2 (2)
9. Клуб Сан-Салвадор (Салвадор) — 2 (1)
10. Атлетическая Ассоциация Баии (Салвадор) — 1 (4)
11. Леонико (Салвадор) — 1 (2)
12. Сантос-Дюмон (Салвадор) — 1 (2)
13. Баия ди Фейра (Фейра-ди-Сантана) — 1 (2)
14. Баияно де Тенис (Салвадор) — 1 (2)
15. Интернасьонал (Салвадор) — 1 (1)
16. Коло-Коло (Ильеус) — 1 (0)
17. Фейренсе (Фейра-ди-Сантана) — 1 (0)
18. Гуарани (Салвадор) — 1 (0)
19. Спорт Клуб Республика (Салвадор) — 1 (0)
20. Атлетико ФК (Салвадор) — 1 (0)
21. Спорт Клуб Баия (Салвадор) — 1 (0)
22. Интернасьонал де Крикет (Салвадор) — 1 (0)

В скобках указано число вторых мест.